# مقاطعة أوتوغا (ألاباما)
مقاطعة أوتوغا (بالإنجليزية: Autauga County, Alabama)‏ هي إحدى مقاطعات ولاية ألاباما في الولايات المتحدة. تأسست سنة 1818، بلغ عدد سكانها 54571 نسمة في عام 2010 حسب إحصاء مكتب تعداد الولايات المتحدة وتصل الكثافة السكانية فيها 35 نسمة/كم2.

## أعلام
- مالكوم د. غراهام

## وصلات خارجية
- www.autaugaco.org